# Reed Hastings
Wilmot Reed Hastings Jr. (n. 8 octombrie 1960, Boston, Massachusetts, SUA) este un afacerist miliardar american. El este co-fondator și președinte executiv al Netflix și activează în mai multe consilii și organizații non-profit. Un fost membru al Consiliului de Stat al Educației din California, Hastings este un promotor pentru reforma educației prin școlile charter.